# Brest (Lanišće)
Pour les articles homonymes, voir Brest (homonymie).
Brest (en italien : Olmeto) est une localité de Croatie située dans la municipalité de Lanišće, comitat d'Istrie. Au recensement de 2001, elle comptait 48 habitants.

## Démographie
| 1948 | 1953 | 1961 | 1971 | 1981 | 1991 | 2001 |
| ---- | ---- | ---- | ---- | ---- | ---- | ---- |
| 184  | 186  | 112  | 65   | 47   | 69   | 48   |